# Çaylarbaşı, Siverek
Çaylarbaşı là một xã thuộc huyện Siverek, tỉnh Şanlıurfa, Thổ Nhĩ Kỳ. Dân số thời điểm năm 2011 là 1.179 người.